# Harengula
Harengula es un género de peces de la familia Clupeidae, del orden Clupeiformes. Este género marino fue descrito por primera vez en 1847 por Achille Valenciennes.

## Especies
Especies reconocidas del género:
- Harengula clupeola (Cuvier, 1829)
- Harengula humeralis (Cuvier, 1829)
- Harengula jaguana Poey, 1865
- Harengula thrissina (D. S. Jordan & C. H. Gilbert, 1882)